# استقلال فنزويلا

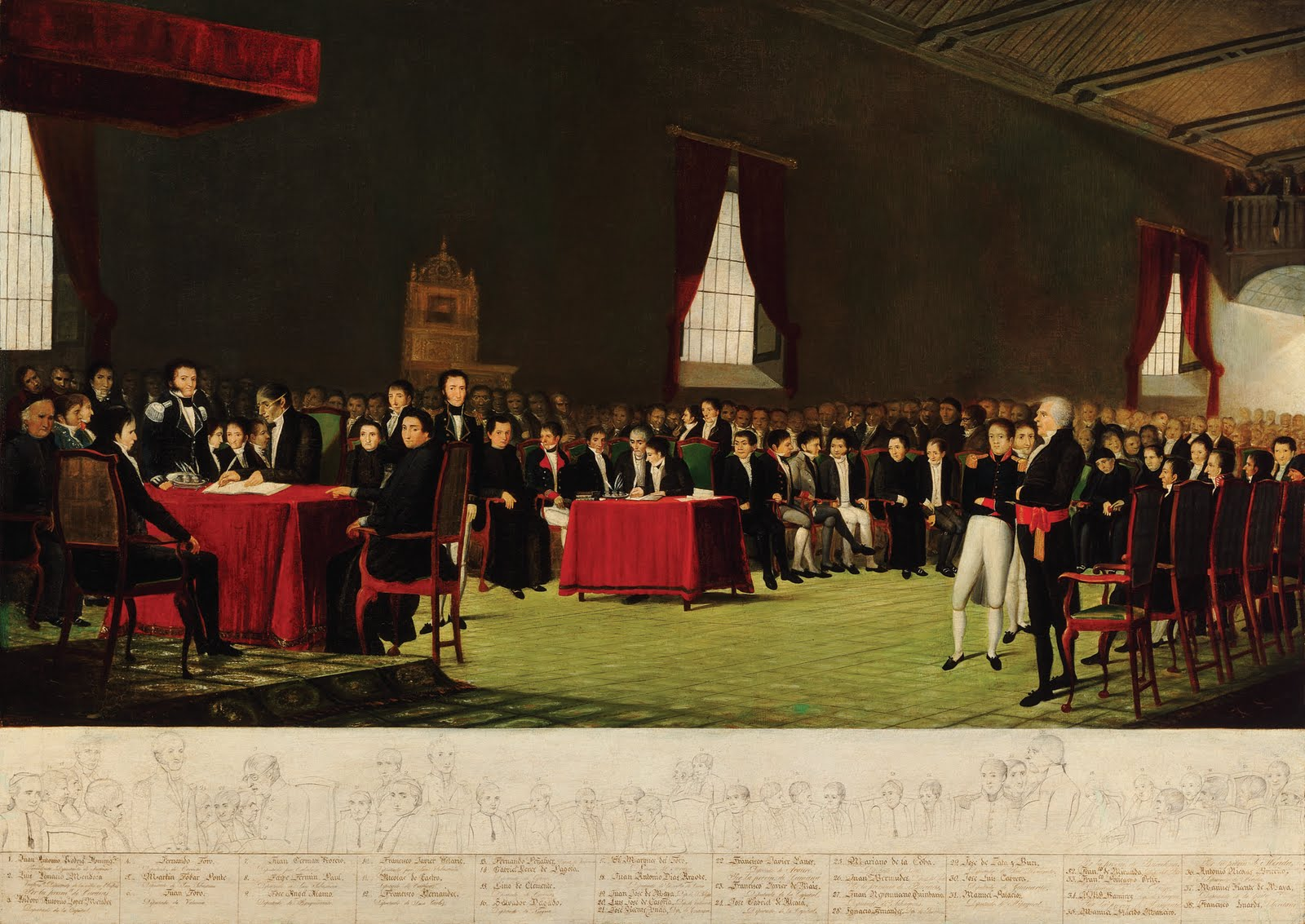
توقيع إعلان الاستقلال من قبل خوان لوفيرا.

كان استقلال فنزويلا بمثابة العملية القانونية والسياسية التي وضعت حدًا للعلاقات بين القيادة العامة لفنزويلا والإمبراطورية الإسبانية. وبالنتيجة، أسفرت عن استبدال النظام الملكي المطلق بالنظام الجمهوري كشكل من أشكال الحكومة في فنزويلا.
أفضى استقلال فنزويلا إلى نشوب الصراع المسلح الذي عُرف باسم حرب الاستقلال الفنزويلية بين جيش الاستقلال («الوطنيين») والجيش الملكي («الملكيين»).
في 5 يوليو 1811، وُقّع إعلان الاستقلال. وتحتفل فنزويلا بهذا التاريخ باعتباره يومها الوطني. في ذلك التاريخ انفصلت فنزويلا رسميًا عن إسبانيا، بموجب وثيقة إعلان الاستقلال الفنزويلي. وبذلت الجمعية الوطنية التي ضمت سيمون بوليفار، وفرنسيسكو ميراندا جهودًا رائدةً لتحقيق انفصال فنزويلا عن التاج الإسباني.
قسّم التأريخ الفنزويلي الفترة التاريخية الممتدة بين الأعوام 1810 و1830 إلى أربعة مراحل: الجمهورية الأولى (1810–1812)، والجمهورية الثانية (1813–1814)، والجمهورية الثالثة (1817–1819)، وجمهورية كولومبيا الكبرى (1819 – 1830).

## الأسباب
تضمّ العوامل المؤثرة في الاستقلال الرغبةَ في السلطة في أوساط شريحة الكريول الاجتماعية التي حظيت بامتيازات اجتماعية واقتصادية، وليس سياسية، بالإضافة إلى استياء السكان نظرًا لسوء الحُكم وارتفاع الضرائب، والتعرّف على الأفكار الموسوعية، وعصر التنوير، وإعلان الاستقلال الأمريكي، والثورة الفرنسية، والثورة الهايتية، وبسبب عهد جوزيف الأول ملك إسبانيا. 

## خلفية
وقعت أولى محاولات نيل الاستقلال في فنزويلا في نهاية القرن الثامن عشر. وحاولت أولاهما مرتين في العام 1806 غزو الأراضي الفنزويلية عبر ميناء لا فيلا دي كورو، وقادها الجنرال فرنسيسكو ميراندا، على رأس حملة مسلحة هاجمت من هايتي. ومُنيت محاولتهم بالفشل بسبب الوعظ الديني المعارض لهم ولا مبالاة السكان.
وفي العام 1808، نشطت حركة مانتوانوس في كاراكاس. قادت مانتوانوس، التي شملت أقوى شرائح المجتمع، قادت محاولةً لتشكيل مجلس إدارة يقرر مصير رئاسة فنزويلا العامة على إثر غزو نابليون لإسبانيا.

## الجمهورية الأولى

### ثورة 19 أبريل 1810
تُشير الجمهورية الأولى إلى الفترة الواقعة بين 19 أبريل 1810 و30 يوليو 1812، عندما استبدل المجلس العسكري الأعلى لكاراكاس السلطات الإسبانية بعملية انتقال سلمية.
أجبر مجلس حكومة كاراكاس الجنرال فيسنتي إمباران على الاستقالة من منصبه في 19 أبريل 1810. وفي مساء نفس اليوم، شكل المجلسُ نفسه ما سُمّي المجلس الأعلى للحفاظ على حقوق فيرناندو السابع ملك إسبانيا.
سعى المجلس الأعلى لكاراكاس إلى ضمّ المقاطعات الأخرى في رئاسة فنزويلا العامة. وصلت إشارات إيجابية من كومانا ومقاطعة برشلونة في 27 أبريل، ومن مقاطعة مارغريتا في 4 مايو، ومن مقاطعة باريناس في 5 مايو، ومن مقاطعة ميريدا في 16 سبتمبر، ومن مقاطعة تروخيو في 9 أكتوبر.
في 11 مايو، دعمت مقاطعة غيانا المجلس العسكري الأعلى، إنما بعد علمت في 3 يونيو بتأسيس المجلس العسكري الأعلى المركزي والحاكم لإسبانيا وجزر الهند الغربية الإسبانية، اعترفت بهذا المجلس باعتباره السلطة الشرعية، ونأت بنفسها عن ثورة كراكاس. ظلت مقاطعتا كورو وماراكايبو مواليتين لمجلس الوصاية الملكي.

### الكونغرس الأعلى لفنزويلا
لم تكن طبيعة المجلس العسكري الأعلى لكاراكاس بصفته «للحفاظ على حقوق فيرناندو السابع ملك إسبانيا» لتسمح له بتجاوز الحكم الذاتي الذي أُعلن في 19 أبريل. لهذا السبب، دعا المجلس العسكري إلى عقد انتخابات لاختيار الكونغرس التأسيسي لينقل سلطاته إليه، وليقرر مصير الولايات فيما بعد.
أُطلقت الدعوة لعقد الكونغرس في يونيو. قبلتها مقاطعات كاراكاس، وباريناس، وكومانا، وبرشلونة، وميريدا، ومارغريتا، وتروخيو؛ إنما رفضتها مقاطعات ماراكايبو، وكورو، وغيانا.
عُقدت الانتخابات بين أكتوبر ونوفمبر من العام 1810. واستندت القوانين الانتخابية على التعداد، إذ منحت حق التصويت للرجال الأحرار ممّن تزيد أعمارهم عن 25 عامًا (أو فوق الـ21 عامًا في حال كانوا متزوجين)، وممّن لديهم 2000 بيزو إما على شكل ممتلكات عقارية أو عينية. لم يُسمح للنساء، أو العبيد، أو ممّن لا أملاك لديهم بالتصويت. بالإضافة إلى ذلك، نصت القوانين على عقد الانتخابات على مرحلتين: أولًا، يختار الناخبون ناخبي الأبرشية. ثانيًا، يجتمع هؤلاء الناخبون في جمعية انتخابية في عاصمة المقاطعة، ويختارون ممثليهم في الكونغرس، بمعدل نائب واحد لكل 20,000 نسمة.
بعد الانتخابات، انتُخب 44 نائبا للكونغرس. وحصل تمثيل المقاطعات على النحو التالي: كاراكاس 24 نائبًا؛ باريناس 9 نواب؛ كومانا 4 نواب؛ برشلونة 3 نواب؛ ميريدا نائبين؛ تروخيو نائبًا؛ مارغريتا نائبًا.
تأسس الكونغرس الأعلى لفنزويلا في 2 مارس 1811 في منزل كونت سان خافيير (في ناصية «إل كوندي» في كاراكاس حاليًا). في 5 مارس 1811، أوقف المجلس العسكري الأعلى في كاراكاس نشاطاته.

### الجمعية الوطنية
لم تكد تنشأ جميعة الزراعة والاقتصاد حتى أصبحت الداعي الأبرز للانفصال عن إسبانيا. وكان من بين أعضائها خوسيه فيلكس ريباس، وفرانسيسكو خوسيه ريباس، وأنطونيو مونيوز تيبار، وفيسينت سالياز، وميغيل خوسيه سانز. وخلال جلسات الجمعية، ناقشوا أمور الاقتصاد، والسياسة، والشؤون المدنية، والدينية، والعسكرية. ضمت الجمعية ما يقارب ـ600 عضو في كاراكاس وحدها، وكان لديها فروع في مقاطعات برشلونة، وباريناس، وفالنسيا، وبويرتو كابيلو. وأدّت صحيفة باتريوتا ريفولوسيوناريو، التي أصدرها سالياز ومونيوز تيبار دور الذراع الإعلامي للجمعية منذ يونيو 1811.
أضفى انضمام الجنرال فرنسيسكو ميراندا والشاب سيمون بوليفار على الجمعية طابعًا ثوريًا. ومن بين أبرز نشاطات الجمعية الوطنية، كان انتقاد النظام الاستعماري، وبثّ الأفكار التحررية، والضغط على الكونغرس لإعلان الاستقلال.

### إعلان الاستقلال
في الكونغرس الأعلى لفنزويلا وُجد فصيلان متعارضان: الانفصاليون والموالون للملكية. أيّد الانفصاليون استقلال فنزويلا، في حين عبّر الموالون للملكية عن تأييدهم للملك فرديناند السابع.
مع استمرار جلسات الكونغرس، راحت فكرة الاستقلال تجتذب أتباعًا من قلب الكونغرس، ونادى بها العديد من النواب بمرافعات مشحونة عاطفيًا، ولجأ بعضهم إلى دعمها بحجج تاريخية.
في 2 يوليو 1811، رُفع مشروع قانونٍ إلى الكونغرس بخصوص الاستقلال. وفي 3 يوليو، بدأ النقاش في الكونغرس. في 5 يوليو، عُقِد التصويت. حصلت الموافقة على الاستقلال بأغلبية 40 صوتًا. ومن فوره، أعلن رئيس الكونغرس والنائب خوان أنطونيو رودريغيز أن «الاستقلال الكامل لفنزويلا أُعلِن رسميًا».
قاد فرنسيسكو ميراندا وغيره من أعضاء الجمعية الوطني حشدًا من الناس في شوارع وساحات مدينة كاراكاس، هاتفين بالاستقلال والحرية. أصدر خوان إيسكالونا، الذي ترأس أول حكومة ثلاثية للاستقلال، إعلانًا لسكان كاراكاس يُبلغهم فيه أن الكونغرس قد صوت لصالح الاستقلال المطلق.
اتفق النواب على تسمية الجمهورية الجديدة باسم الاتحاد الأمريكي لفنزويلا، ووضعوا لجنةً لتختار العلم وتهتم بصياغة الدستور. أعدّ النائب خوان جيرمان روسكيو وسكرتير الكونغرس فرانسيسكو إيسناردي مسوّدة إعلان الاستقلال الفنزويلي. وأقرّه النواب في 7 يوليو.